# Diana Montague
Diana Montague (8 de abril de 1950), é uma mezzo-soprano britânica, conhecida pelas suas interpretações na ópera, e como cantora de concerto.

## Biografia
Diana Montague nasceu em Winchester e foi educada na Escola Testwood, na Winchester School of Art e na Royal Northern College of Music. Ela fez a sua estreia profissional em 1977 como Zerlina, em Don Giovanni no Festival de Glyndebourne e passou a cantar funções de lieder mezzo-soprano em casas de ópera em toda a Europa, bem como nos Estados Unidos. Estreou em 22 de janeiro de 1987, no Metropolitan Opera, como Sesto, em La clemenza di Tito, e, mais tarde, apareceu com a empresa como Sesto em La clemenza di Tito (1987), Dorabella em Così fan tutte (1988), Cherubino em Le nozze di Figaro (1988), Nicklausse em Les contes d'Hoffmann (1989) e, em 2016, depois de 27 anos de ausência, ela voltou para cantar Gertrudes, em Romeu e Julieta. Em 2013 cantou no Opera Holland Park, como Carmela em I gioielli della della Madonna por Wolf-Ferrari.
Montague é casada com o tenor britânico David Rendall.

## Gravações
Montague aparece em várias gravações óperas completas, incluindo as raridades Rosmonda d'Inghilterra, Zoraida di Granata e Il crociato em Egitto, todos para a Ópera Rara. Sua outras gravações de ópera incluem:
- Le Comte Ory – Conde Ory: John Alter; tenor, Isolier: Diana Montague, mezzo-soprano; Condessa Adèle: Sumi Jo, soprano; Dame Ragonde: Raquel Pierotti, mezzo-soprano; Alice: Maryse Castets, soprano; Orquestra e Coro da Ópera de Lyon, conduzida por Sir John Eliot Gardiner. Gravadora: Philips
- Iphigénie en Tauride – Iphigenie: Diana Montague, mezzo-soprano; Oreste: Thomas Allen, barítono; Pylade: João Alter, tenor; Monteverdi Choir; Orquestras de Ópera de Lyon e conduzida por Sir John Eliot Gardiner. Gravadora: Philips